# Chapelle Sainte-Anne d'Inagoj
La chapelle Sainte-Anne d'Inagoj ou de Inagod est l'église catholique de la tribu d'Inagod, à Lifou, dans les îles Loyauté, en Nouvelle-Calédonie.

## Localisation
La chapelle est située dans le district de Lösi, dans la tribu d'Inagod. Elle est accessible par la RM1 et se trouve sur le côté droit de la route principale, en direction du sud de l'île. Elle est à 10 mètres au-dessus de la mer,.

## Historique

### Construction
D'après les écrits du Révérend Père J.B. Fabre, la chapelle a été construite aux alentours de 1866 et aurait été faite en clayonnage crépi en mortier. La construction de cet édifice a été faite par la tribu pour le Réverend même et par la même occasion, le bastion d'Inagoj lui a bâti une petite maison à 5 mètres de la chapelle, côté sud-ouest.

### Usage actuel
La chapelle sert principalement au culte catholique. Implantée au sein d'une population de 2 219 habitants, elle est rattachée à la paroisse de Nathalo Lifou.
Des concerts y sont donnés également.

## Architecture
La nouvelle chapelle est construite selon un plan octogonal, plan ancien de l'architecture chrétienne.